# Dacnusa lissos
Dacnusa lissos är en stekelart som först beskrevs av Nixon 1954.  Dacnusa lissos ingår i släktet Dacnusa och familjen bracksteklar. Arten är reproducerande i Sverige. Inga underarter finns listade i Catalogue of Life.